# 湘南大磯病院
湘南大磯病院（しょうなんおおいそびょういん）は、神奈川県中郡大磯町に存在する医療機関。2023年（令和5年）2月28日までの名称は、「東海大学医学部付属大磯病院」で、学校法人東海大学が運営する病院だった。

## 概要
東海大学医学部付属の3番目の大学病院として、1984年（昭和59年）4月1日に開院した。しかし、少子高齢化や人口減少など、医療を取り巻く環境の変化などを理由に、2023年（令和5年）2月28日をもって閉院することが2022年（令和4年）2月に発表され、その後外来診療は2023年（令和5年）2月22日をもって終了した。2023年（令和5年）3月1日からは医療法人徳洲会が現病院の運営を引き継ぎ「医療法人徳洲会 湘南大磯病院」として開院した。

## 沿革

### 東海大学医学部付属大磯病院
- 1984年4月1日 - 医学部付属、3番目の病院として開院・診療開始
- 1984年4月9日 - 腎透析（人工腎室）を開始
- 1984年9月1日 - リハビリセンターを開設
- 1985年6月2日 - 平塚市、中郡地区二次救急態勢へ参入
- 1985年6月25日 - 病理解剖の院内施行開始
- 1986年1月4日 - コンピュータシステムが稼働
- 1987年1月19日 - 医学部学生の臨床実習を開始
- 1990年6月2日 - 新棟（現・1号館C翼）が完成。病床数358床とする
- 1991年9月1日 - 2C病棟の特殊疾患収容施設管理施設認定を受ける
- 1999年4月1日 - 人間ドックを開設
- 2002年10月1日 - 大磯、二宮地区夜間一次救急受入開始
- 2003年3月28日 - 大磯病院インターネットホームページを開設
- 2003年5月1日 - 病床種別変更届提出（その他の病床から一般病床へ）
- 2004年5月6日 - 臨床研修病院群協力病院
- 2006年10月20日 - ICU・CCU開床（8床）
- 2007年11月5日 - 2A病棟開床
- 2008年4月1日 - 7対1一般病棟入院基本料算定開始
- 2009年5月20日 - 院内保育施設「たんぽぽ保育所」開設
- 2010年1月18日 - 院内コンビニエンスストア「コミュニティストア」オープン
- 2011年4月1日 - DPC対象病院となる
- 2012年4月1日 - 医師事務作業補助体制加算算定開始
- 2012年4月1日 - 急性期看護補助体制加算算定開始
- 2015年4月1日 - 回復期リハビリテーション病棟を開設
- 2016年4月1日 - 地域包括ケア病棟を開設
- 2016年10月1日 - ICUをHCUに変更
- 2023年2月28日 - 病院を閉院

### 湘南大磯病院
- 2023年3月1日 - 医療法人徳洲会が｢湘南大磯病院｣として運営継承し開院・診療開始

## 診療科
- 総合内科
- 循環器内科
- 呼吸器内科
- 消化器内科
- 神経内科
- 腎・糖尿病内科
- 外科
- 呼吸器外科
- 脳神経外科
- 整形外科
- 小児科
- 耳鼻咽喉科
- 眼科
- 皮膚科
- 泌尿器科
- 形成外科
- 精神科
- リハビリテーション科
- 放射線科
- 麻酔科
- 病理診断科

## 院内施設
- 売店：病院1階正面玄関右横
- 自動販売機：休憩スペース1階正面玄関脇
- 大食堂（病院5階）
- 喫煙コーナー：健康増進法に基づき、2003年8月1日より全館禁煙となる。現在の喫煙所は「坂下駐輪場横」に移動
- 新聞自動販売機：5階エレベーター前
- 患者用食堂：各病棟
- 談話コーナー（サンテラス）：3階-5階の各階
- 三菱UFJ銀行店舗外クイック（キャッシュサービス）コーナー：望星薬局ビル1階　正面入口右横

（利用可能な時間は、2016（平成28）年4月1日現在、平日のみ午前10時から夕方5時までで、土日・祝祭日は休業）管理店は平塚支店が管理店となっている。

## 交通アクセス
- JR東海道線二宮駅もしくは大磯駅より「湘南大磯病院」バス停もしくは「月京」バス停下車、徒歩2分。
  - 大磯駅、二宮駅よりシャトルバスを運行[3]。